# Acrospermum cylindricum
Acrospermum cylindricum är en svampart som beskrevs av Vahl 1792. Acrospermum cylindricum ingår i släktet Acrospermum och familjen Acrospermaceae.   Inga underarter finns listade i Catalogue of Life.